# Kraśnik Wielki
Kraśnik Wielki (biał. Вялікі Краснік, Wialiki Krasnik; ros. Большой Красник, Bolszoj Krasnik) – wieś na Białorusi, w obwodzie brzeskim, w rejonie prużańskim, w sielsowiecie Suchopol.
W latach 1921–1939 należała do gminy Suchopol.
Według Powszechnego Spisu Ludności z 1921 roku wieś zamieszkiwało 194 osoby, wśród których 9 było wyznania rzymskokatolickiego, 185 prawosławnego. Jednocześnie 10 mieszkańców zadeklarowało polską przynależność narodową, 179 białoruską a 5 inną. We wsi było 41 budynków mieszkalnych.